# Conrad–Limpach合成
Conrad–Limpach合成（Conrad–Limpach synthesis）
芳胺与β-酮酯在加热条件下发生缩合为亚胺，然后进行环化，得到4-羟基喹啉或其衍生物。
反应综述：